# JR Central

JR Central provozuje vlaky na území označeném oranžovou barvou.

Středojaponská železniční společnost (東海旅客鉄道株式会社, Tókai rjokaku tecudó kabušiki gaiša, anglicky Central Japan Railway Company) je hlavním železničním operátorem regionu Čúbu ve středním Japonsku. Její kratší a známější jméno je JR Central (JR東海, JR Tókai).
Nejvýznamnějším nádražím této společnosti je hlavní nádraží v Nagoji, které leží na nejrušnější trati Tókaidó, kterou JR Central provozuje v úseku Atami – Maibara. Společnost provozuje také Tókaidó–Šinkansen mezi Tokiem a Ósakou, staví také první úsek Čúó–Šinkansen (Tokio – Nagoja), první dálkovou trať technologie maglev.

## Tratě

### Šinkansen
| Trať                           | Délka [km] | Významná místa                            |
| ------------------------------ | ---------- | ----------------------------------------- |
| Tókaidó–Šinkansen 東海道新幹線 | 552,6      | Tokio ~ Jokohama ~ Nagoja ~ Kjóto ~ Ósaka |

### Regionální tratě

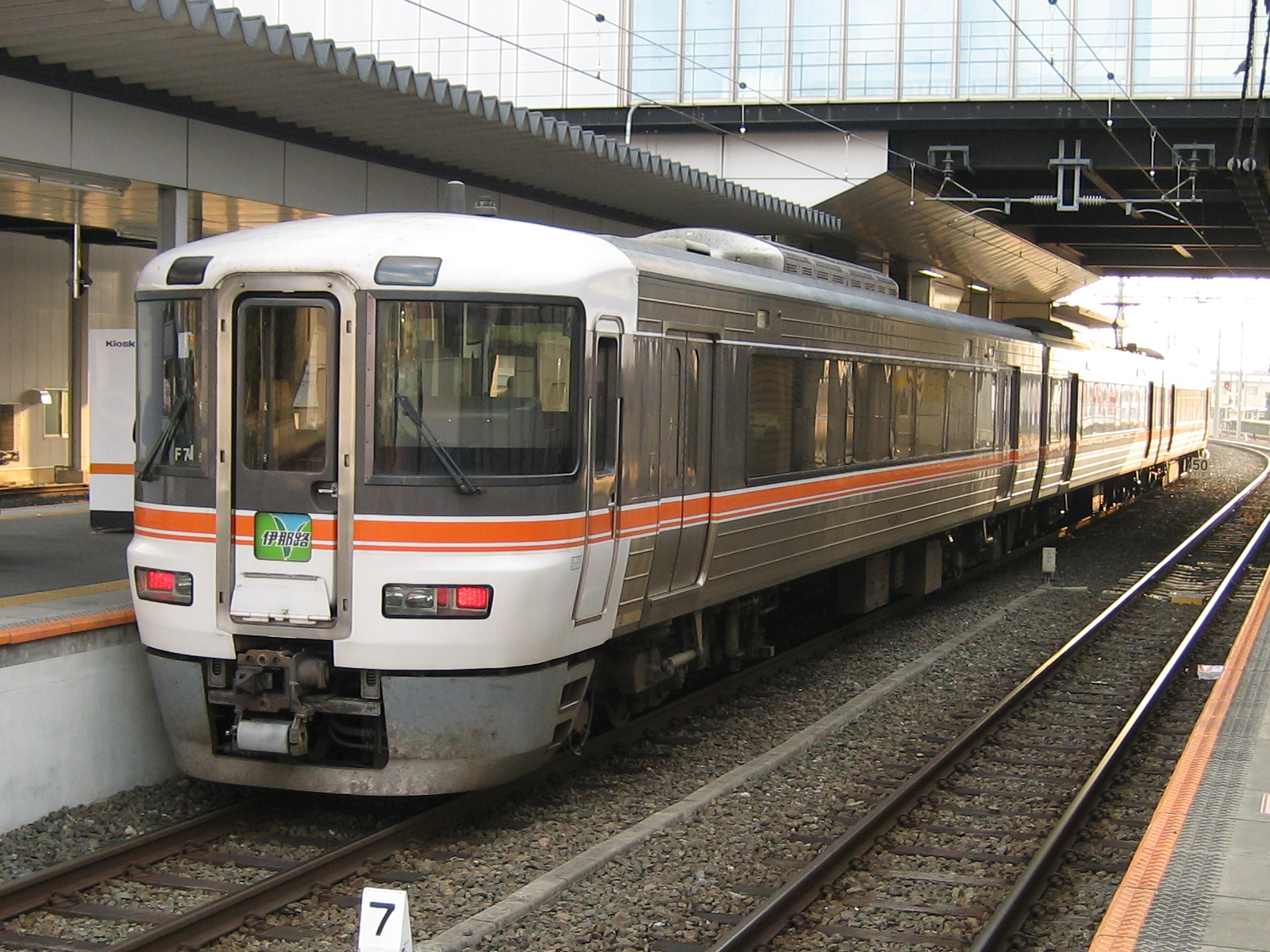
Expresní elektrická jednotka řady 373 JR Central

| Trať                     | Délka [km] | Významná místa                                                                       |
| ------------------------ | ---------- | ------------------------------------------------------------------------------------ |
| Linka Čúó 中央本線       | 174,8      | Šiodžiri ~ Nagoja                                                                    |
| Linie Džóhoku 城北線     | 11,2       | Kačigawa ~ Biwadžima (operátor Tókai Transport Service)                              |
| Linie Gotemba 御殿場線   | 60,2       | Kózu ~ Numazu                                                                        |
| Linie Iida 飯田線        | 195,7      | Tojohaši ~ Iida ~ Tacuno                                                             |
| Linie Kansai 関西本線    | 59,9       | Nagoja ~ Kamejama                                                                    |
| Linie Kisei 紀勢本線     | 180,2      | Kamejama ~ Cu ~ Šingú                                                                |
| Linie Meišó 名松線       | 43,5       | Matsusaka ~ Ise–Okicu                                                                |
| Linie Minobu 身延線      | 88,4       | Fudži ~ Kófu                                                                         |
| Linie Sangú 参宮線       | 29,1       | Taki ~ Toba                                                                          |
| Linie Taita 太多線       | 17,8       | Tadžimi ~ Mino–Óta                                                                   |
| Linie Takajama 高山本線  | 189,2      | Gifu ~ Mino–Óta ~ Takajama ~ Inotani                                                 |
| Linie Taketojo 武豊線    | 19,3       | Óbu ~ Taketojo                                                                       |
| Linie Tókaidó 東海道本線 | 341,3      | Atami ~ Numazu ~ Fudži ~ Šizuoka ~ Kakegawa ~ Hamamacu ~ Tojohaši ~ Nagoja ~ Maibara |

## Vybrané významné vlaky

### Šinkansen

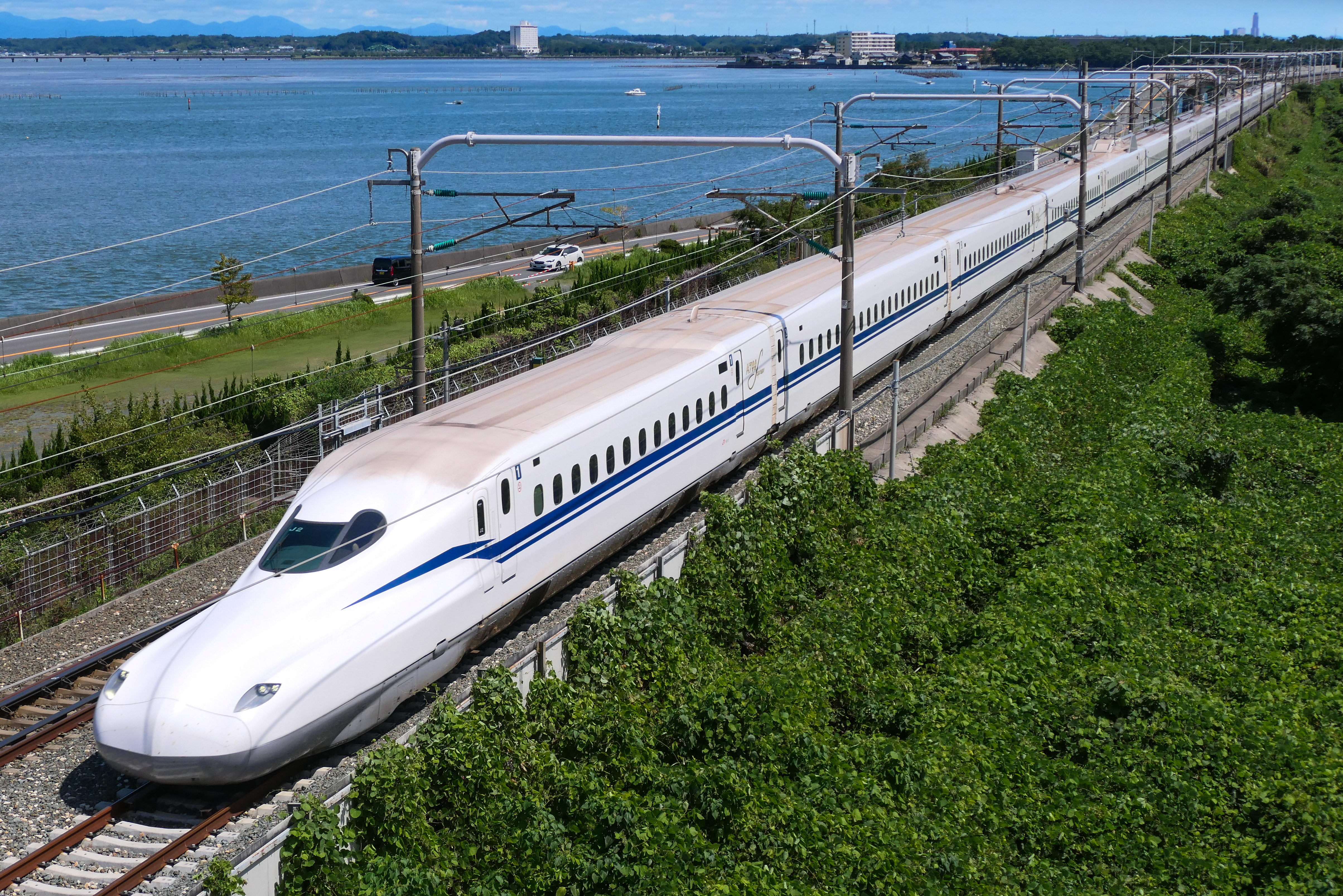
Nozomi

- Nozomi – nejrychlejší Šinkansen na trati, minimum zastávek
- Hikari – staví zhruba ve třetině stanic na trati
- Kodama – zastávkový vlak

### Regionální tratě
- Hida – Nagoja ~ Gifu ~ Ósaka
- Šinano – Nagoja ~ Ósaka

## Dceřiné společnosti
- JR Tokai Bus